# Nokia Music Store
Nokia Music Store – internetowy sklep muzyczny, który zapewniał dostęp do muzyki w postaci plików audio. W Polsce sklep, jako 18. z kolei na świecie, został uruchomiony 26 czerwca 2009. W 2013 nazwa serwisu została zmieniona na MixRadio, a w 2016 został zamknięty. 
W Nokia Music Store można było pobierać muzykę w postaci pojedynczych utworów lub pełnych albumów. Do obsługi sklepu na komputerze potrzebna była przeglądarka internetowa. Można było kupować muzykę w formacie mp3 bez DRM w jakości 256 kbps, bez ograniczeń w kopiowaniu. Sklep można było również przeglądać w telefonie bez konieczności uprzedniej instalacji dodatkowego oprogramowania. 